# 段有徵
段有徵（越南语：／，1844年—1866年），又名段徵，越南阮朝詩人。
段有徵出生在承天府富榮縣（今承天順化省富榮縣），父早亡、母盲。但他因聰明好學而漸漸知名。段有徵和弟弟段司直在一次偶然的機會進入綏理王阮福綿寊的王府，獲得了綏理王的賞識。1864年，從善王阮福綿審將長女阮福世菊嫁給了段有徵，二人之間育有一子。
當時法國侵佔了南圻六省，並與越南簽訂不平等的《第一次西貢條約》。段有徵便覺得有必要廢黜嗣德帝。他與弟弟段有愛、段司直，同張仲和、范梁結為東山詩酒會，表面吟詩作對，其實扶立阮福洪保的長子丁導為名暗中策劃政變。右軍尊室菊為他們的內應，又秘密勾結隆光寺住持阮文貴，在法雲寺招誘徒黨。
1866年，負責修建行宮萬年基的督辦楊春、工所辦理阮文質虐待士兵，導致士兵於勞累過度，十分不滿。段有徵覺得時機成熟，在法雲寺糾合了徒黨。八月初八，正值尊室菊入直皇宮。段有徵派其黨進入萬年基工地，逮捕了董辦阮文車，又搜尋阮文質不獲。於是假傳聖旨說要停止工役，命令收兵回城、扶立丁導。響應的士兵數以千計。段有徵分道渡過香江，放炮後，城中開門，由正南進入午門，前往左右邊兵舍收取兵器。尊室菊從大宮門內出來，與叛軍相遇，與段司直一起帶領叛軍轉向左掖門，打傷副衛阮盛，破門而入，攻入閱是堂。權掌龍武營胡威率兵抗拒，被砍傷右耳。但胡威大喊要求內監緊閉左右箱門。段司直搜捕段壽，得知段壽在太和殿，便回來與段有徵會合。胡威出來號召宮廷宿衛一起抗擊叛軍。段有徵率叛軍來到太和殿前，取出轎子要迎接丁導，半路中被胡威喝退，叛軍退散。段有愛逃入護衛厨家自刎身亡。段有徵、段司直都被捕。此後，官軍出宮，並緊閉京城城門，逮捕了同黨阮文貴、張仲和等人。
段有徵一黨都被以謀逆罪處死。丁導及其親屬也被嗣德帝下令絞死。段有徵之妻阮福世菊被迫出家為尼。